# U–221
Az U–221 tengeralattjárót a német haditengerészet rendelte a kieli F. Krupp Germaniawerft AG-tól 1940. augusztus 15-én. A hajót 1942. május 9-én állították szolgálatba. Öt harci küldetése során 11 hajót elsüllyesztett, egyet megrongált. Összvízkiszorításuk 76 795 tonna volt.

## Pályafutása
Az U–221 1942. szeptember 3-án futott ki első járőrútjára Norvégiából. Október 13-án rábukkant az SC–104-es, az Amerikai Egyesült Államokból Nagy-Britanniába tartó konvojra, Grönlandtól délre. Kevéssel hat óra előtt a tengeralattjáró torpedója eltalálta a norvég Fagerstent, amely fűrészárut és acélt szállított. A hajó a viharos tengeren tíz perc alatt elsüllyedt, 19 tengerész meghalt, tizet sikerült kimenteni. Alig fél óra múlva az U–221 hullámsírba küldte a brit Ashworth-t, amely 7300 tonna bauxitot szállított, valamint a norvég Sentát, amely cellulózt és acélt vitt volna Belfast érintésével Londonba. A két hajó összesen 84 fős legénysége meghalt.
Október 14-én Hans-Hartwig Trojer elsüllyesztette az amerikai Susana teherhajót, az 59 tengerészből 21 túlélte a támadást. A tengeralattjáró ugyanezen a napon elsüllyesztette a brit Southern Empress bálnafeldolgozó hajót, amely kilenc 52 tonnás és egy 291 tonnás partra szállító hajót vitt a fedélzetén.
A tengeralattjáró második őrjáratán,  1942. december 8-án, akció közben véletlenül legázolta az U–254-et, amely azonnal elsüllyedt. A balesetben az U–221 is súlyosan megrongálódott, és nem tudott lemerülni. A parancsnok úgy döntött, hogy visszatér franciaországi bázisára, amelyet december 23-án ért el. Az ezután lefolytatott vizsgálat nem találta felelősnek Hans-Hartwig Trojert az ütközésért.
1943. március 7. és 13. között a tengeralattjáró öt hajót elsüllyesztett, egyet könnyebben megrongált. Március 7-én megsemmisítette a Jamaica nevű norvég teherhajót, amely Liverpoolból New Yorkba tartott üres raktérrel. A torpedótalálat miatt a hajó kettétört, és két perc alatt elsüllyedt. Az U–221 a felszínre emelkedett, hogy kikérdezze a túlélőket, de véletlenül legázolta az egyik mentőcsónakot. Egy tengerészt magukkal vittek, de ő március 21-én a tengerbe vetette magát. A legénység 21 tagja meghalt, 17 megmenekült.
Március 10-én Trojer megtorpedózta a négyezer tonna általános rakománnyal Belfast felé tartó brit gőzhajót, a Tucurincát. A fedélzeten tartózkodó 82 ember közül csak egy halt meg. Ugyanezen a napon a búvárhajó eltalálta az amerikai Lawton B. Evans gőzöst, de a torpedó csak kisebb károkat okozott. Az amerikai Andrea F. Luckenbach nem volt ilyen szerencsés, és a torpedótalálatok után hét perccel elsüllyedt a 11 600 tonna hadfelszereléssel együtt. A támadást 64-en túlélték, huszan viszont meghaltak.
Március 18-án a búvárhajó megtorpedózta a Walter Q. Gresham amerikai teherszállítót, amely 10 ezer tonna általános rakománnyal, benne tejporral és cukorral tartott Clyde felé. A fedélzeten tartózkodó hetven emberből 42-t sikerült más hajóknak kimenteniük. Ugyanezen a napon a Canadian Star brit hajót is utolérte végzete. A hajót két torpedó találta el. A tengerészek a magas hullámok miatt nehezen hagyták el a süllyedő hajót, 23-an meghaltak, 54-en túlélték a támadást.
1943. május 12-én az U–221 megtámadta a norvég Sandangert, amely hétezer tonna gázolajat és hétezer tonna paraffint szállított. A 39 fős legénység húsz tagja meghalt.
1943. szeptember 27-én, Írországtól délnyugatra egy brit Halifax repülő nyolc mélységi bombát dobott a német búvárhajóra. A repülőt eltalálta a légelhárító tűz, és lezuhant, de a tengeralattjáró is elsüllyedt, ötvenfős legénysége meghalt.

## Kapitány
| Név                 | Kezdőnap            | Zárónap              |
| ------------------- | ------------------- | -------------------- |
| Hans-Hartwig Trojer | 1942. szeptember 1. | 1943. szeptember 27. |

## Őrjárat
| Indulás       | Indulónap           | Érkezés       | Zárónap              |
| ------------- | ------------------- | ------------- | -------------------- |
| Kristiansand  | 1942. szeptember 3. | Saint-Nazaire | 1942. október 22.    |
| Saint-Nazaire | 1942. november 23.  | Saint-Nazaire | 1942. december 23.   |
| Saint-Nazaire | 1943. február 27.   | Saint-Nazaire | 1943. március 28.    |
| Saint-Nazaire | 1943. május 3.      | Saint-Nazaire | 1943. július 21.     |
| Saint-Nazaire | 1943.szeptember 20. | *             | 1943. szeptember 27. |

* A tengeralattjáró nem érte el úti célját, elsüllyesztették

## Elsüllyesztett és megrongált hajók
| Nap               | Hajó                 | Nemzetisége        | Vízkiszorítása (brt |
| ----------------- | -------------------- | ------------------ | ------------------- |
| 1942. október 13. | Fagersten            | Norvégia           | 2342                |
| 1942. október 13. | Ashworth             | Egyesült Királyság | 5227                |
| 1942. október 13. | Senta                | Norvégia           | 3785                |
| 1942. október 14. | Susana               | Egyesült Államok   | 5929                |
| 1942. október 14. | Southern Empress     | Egyesült Királyság | 12 398              |
| 1943. március 7.  | Jamaica              | Norvégia           | 3015                |
| 1943. március 10. | Tucurinca            | Egyesült Királyság | 5412                |
| 1943. március 10. | Andrea F. Luckenbach | Egyesült Államok   | 6565                |
| 1943. március 10. | Lawton B. Evans*     | Egyesült Államok   | 7197                |
| 1943. március 18. | Walter Q. Gresham    | Egyesült Államok   | 7197                |
| 1943. március 18. | Canadian Star        | Egyesült Királyság | 8213                |
| 1943. május 12.   | Sandanger            | Norvégia           | 9432                |

* A hajó nem süllyedt el, csak megrongálódott.